# آهوی مغولی
آهوی مغولی (نام علمی: Procapra gutturosa) نام یک گونه از تیره گاوسانان است.